# Камо
Ка̀мо (на италиански и на пиемонтски: Camo) е село и община в Северна Италия, община Санто Стефано Белбо, провинция Кунео, регион Пиемонт. Разположено е на 471 m надморска височина.